# Pierre-Philippe Lafond
Pour les articles homonymes, voir Lafond.
Pas d'image ? Cliquez ici

a Compétitions nationales et continentales officielles uniquement.

Dernière mise à jour le 5 mai 2020.
Pierre-Philippe Lafond, né le 19 décembre 1984 à Angoulême (Charente), est un ancien joueur français de rugby à XV qui évoluait au poste de pilier (1,88 m pour 110 kg) reconverti entraîneur. 
De 2014 à 2019, il est entraîneur des avants de l'US Montauban, d'abord auprès de Xavier Péméja, aux côtés de Chris Whitaker puis de Jean-Frédéric Dubois.
En 2019, il quitte Montauban pour rejoindre le Montpellier HR et intégrer l'encadrement dirigé par le nouveau manager Xavier Garbajosa. La première saison est interrompue à cause de la pandémie de Covid-19. Lors de la deuxième saison, il est limogé en novembre après un début de saison difficile.
En avril 2021, il fait son retour à l'US Montauban. Il intègre l'association en tant que directeur sportif. 
Le 30 octobre 2022, il est nommé manager de l'équipe professionnelle après un début de saison raté et alors que l'équipe est à la dernière place du classement après 9 journées de Pro D2. Il remplace David Gérard.
Début juin 2024, trois jours après le maintien de l'US Montauban en Pro D2 qui a remporté le match d'accession contre Narbonne, Pierre-Philippe Lafond est remercié par la direction du club, payant ainsi une deuxième partie de saison ponctuée de défaites et d'une chute au classement. 

## Carrière

### Joueur
- Stade nantais
- Union Sportive Berry (Fédérale 3)
- jusqu'en 2006 : US Montauban
- 2006-2007 : CA Brive
- 2007-2014 : Aviron bayonnais

En juin 2011, il participe à la tournée des Barbarians français en Argentine pour jouer deux matchs contre les Pumas. Les Baa-Baas s'inclinent 23 à 19  à Buenos Aires puis l'emportent 18 à 21 à Resistencia.

### Entraîneur
- 2014-2019 : US Montauban
- 2019-2020 : Montpellier Hérault rugby
- Novembre 2022 - Juin 2024 : US Montauban

| Saison      | Club           | Division | Poste   | Classement                                  | Coupe d'Europe   | Challenge Européen |
| ----------- | -------------- | -------- | ------- | ------------------------------------------- | ---------------- | ------------------ |
| 2014 - 2015 | US Montauban   | Pro D2   | Avants  | 10e                                         | -                | -                  |
| 2015 - 2016 | US Montauban   | Pro D2   | Avants  | 12e                                         | -                | -                  |
| 2016 - 2017 | US Montauban   | Pro D2   | Avants  | 3e, défaite en finale d'accession au Top 14 | -                | -                  |
| 2017 - 2018 | US Montauban   | Pro D2   | Avants  | 2e, éliminé en demi-finale                  | -                | -                  |
| 2018 - 2019 | US Montauban   | Pro D2   | Avants  | 12e                                         | -                | -                  |
| 2019 - 2020 | Montpellier HR | Top 14   | Avants  | 8e (arrêt du championnat)                   | Éliminé en poule | -                  |
| 2022 - 2023 | US Montauban   | Pro D2   | Manager | 13e                                         | -                | -                  |

## Palmarès
- Équipe de France Universitaire : 2 sélections en 2006 (Angleterre U, Espagne)
- Équipe de France -21 ans : 
  - Participation au championnat du monde 2005 en Argentine : 5 sélections (Irlande, Italie, Angleterre, Australie, Nouvelle-Zélande)
  - 10 sélections en 2004-2005